# Premier soulèvement de Tarnovo
 (signalé en juin 2025).
Si vous disposez d'ouvrages ou d'articles de référence ou si vous connaissez des sites web de qualité traitant du thème abordé ici, merci de compléter l'article en donnant les références utiles à sa vérifiabilité et en les liant à la section « Notes et références ».
- Archive Wikiwix
- Bing
- Cairn
- DuckDuckGo
- E. Universalis
- Gallica
- Google
- G. Books
- G. News
- G. Scholar
- Persée
- Qwant
- (zh) Baidu
- (ru) Yandex
- (wd) trouver des œuvres sur Wikidata

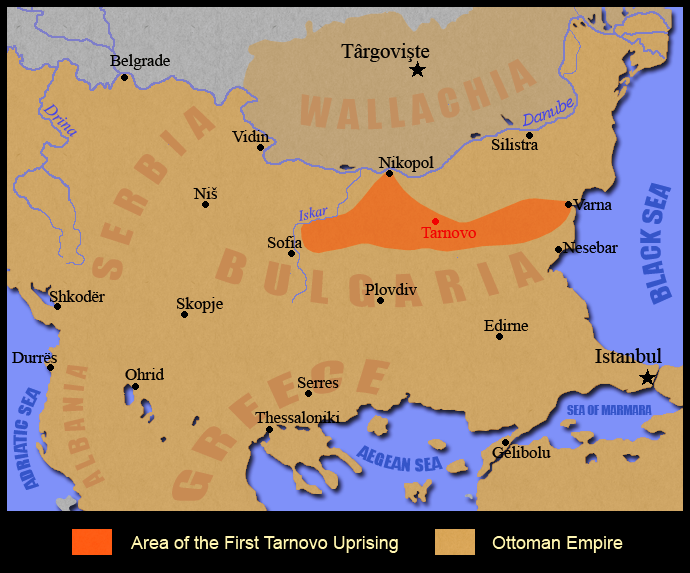
désignation du territoire insurgé

Le premier soulèvement de Tarnovo a été la première tentative sérieuse organisée de restaurer l'indépendance et le statut d'État bulgare en Bulgarie ottomane. Le soulèvement éclate en 1598 pendant la Longue Guerre.
Le soulèvement ne doit pas être considéré et expliqué en dehors du contexte historique de son époque, et c'est la fin du règne de Soliman le Magnifique et de son fils Sélim II et l'imposition du soi-disant «sultanat des femmes» avec des sultans validés qui sont Vénitiens. Après la pendaison de Michel Cantacuzène Chaïtanoglou et l'assassinat de Sokollu Mehmet Pacha, les héritiers du premier se sont fortifiés dans les principautés danubiennes en opposition au gouvernement central ottoman. Michel Ier le Brave en tant que protégé personnel d'Andronic Cantacuzène a conclu une alliance avec le Saint Empire romain contre l'Empire ottoman.

## Histoire
Les données historiques montrent qu'en mars 1595, 2 000 haïdouks ont d'abord attaqué Sofia, la capitale de la Roumélie ottomane. Au cours de l'été 1596, une vaste organisation secrète a été établie dans l'actuelle Bulgarie du Nord. La raison immédiate du déclenchement de ce soulèvement fut la campagne réussie du voïvode valaque Mihai Vityazul au sud du Danube le 10 septembre 1598, alors que de nombreux Bulgares profitèrent des échecs ottomans et entamèrent des actions en faveur des alliés chrétiens. Le complot a été préparé à l'avance et de manière approfondie, impliquant 4 évêques de Tarnovo, Shumen, Lovetch et Plovdiv, 12 prêtres de Tarnovo et 18 autres laïcs éminents et notables locaux. Un peu plus tard, 23 autres prêtres et 40 responsables laïcs jurèrent du succès de l'affaire. Tous ont juré sur l'évangile dans une église de Tarnovo — pour le succès de la cause commune. À la tête du soulèvement se trouvent le chef de Nikopol Théodore Balina (en), l'archevêque de Tarnovo Dionysius Rally (bg) et le marchand de Dubrovnik Pavel Djordjević, car la logistique est l'œuvre des marchands de Dubrovnik dans les Balkans. Au début de 1597, les trois chefs et conspirateurs rendirent visite à l'empereur Rodolphe II à Prague.
À la suite du soulèvement, près de 16 000 Bulgares ont été réinstallés et débarqués en Valachie après avoir été enlevés de leurs terres natales. La chronologie des événements exacts du soulèvement est contradictoire, mais son échec est certainement dû principalement à la méfiance entre les rebelles et le souverain valaque. Au plus fort du soulèvement de Tarnovo, environ 12 000 personnes se sont rassemblées, mais la même année, le soulèvement a été réprimé par l'armée ottomane. Après la défaite du soulèvement, environ 50 000 familles bulgares ont cherché refuge au nord du Danube, principalement en Valachie. Cette migration a eu un effet extrêmement défavorable sur les terres bulgares et leur développement économique.